# Sobatschje serdze
Sobatschje serdze (russisch Собачье сердце, übersetzt „Hundeherz“) ist ein sowjetischer zweiteiliger Film des Regisseurs Wladimir Wladimirowitsch Bortko aus dem Studio Lenfilm. Er ist dem Genre Drama/Science-Fiction-Film zuzuordnen und ist die zweite Verfilmung der gleichnamigen Erzählung Michail Bulgakows Hundeherz. Die Premiere des Fernsehfilms fand am 20. November 1988 im Zentralen Fernsehen der Sowjetunion statt.

## Handlung
1924, Moskau. Professor Filipp Filippowitsch Preobraschenski, der hervorragende Chirurg, hat bemerkenswerte Ergebnisse in der Verjüngung erreicht. Seine Forschungen fortsetzend macht er ein Experiment – die Transplantation menschlicher Hirnanhangdrüse und Geschlechtsorgane an den Hund. Der Straßenhund „Scharik“ (dt. Kugel) wurde zum Versuchstier und erhielt Zugang zur prächtigen Wohnung des Professors und zu gutem Essen. Als Spender der Organe diente der in einer Schlägerei verunglückte Alkoholiker, Randalierer und Rowdy Klim Tschugunkin.
Die Ergebnisse der Operation übertrafen die Erwartungen des Professors. Beim Scharik haben sich die Gliedmaßen ausgedehnt, die Wolle fiel aus, es bildeten sich beim Hund die Fähigkeit des Sprechens und menschliche Charakterzüge heraus. Durch Moskau verbreiteten sich Gerüchte über die Wunder, die im Haus des Professors geschehen. Obwohl mit Scharik anscheinend etwas Menschliches geschah, wurden ihm doch von Klim Tschugunkin die Züge des Charakters und die verderblichen Gewohnheiten übergeben. Aber es hat ihn nicht gestört, sich in der neuen Gesellschaft anzupassen. Sein Familienname wird Scharikow.
Herr Scharikow wandelt das Leben des Professors Preobraschenski und der Bewohner des Wohnhauses in einen reinen Alptraum um. Aufgehetzt vom Vorsitzenden des Domkom von Schwonderom, schreibt er die Denunziationen auf den „Schöpfer“, fordert von ihm Wohnfläche und droht ihm mit dem Revolver. Dem Professor bleibt nichts anderes übrig, als das Experiment als nicht gelungen anzuerkennen und Scharikow in seinen ursprünglichen Zustand zu versetzen.